# The Dark and the Wicked
Pour plus de détails, voir Fiche technique et Distribution.
The Dark and the Wicked est un film d’horreur américain, réalisé par Bryan Bertino et sorti en 2020.

## Fiche technique
- Titre original : The Dark and the Wicked
- Réalisation : Bryan Bertino
- Pays d’origine : États-Unis
- Langue originale : Anglais
- Format :
- Genre :  horreur
- Durée :
- Date de sortie : États-Unis : 2020

## Distribution
- Marin Ireland : Louise
- Michael Abbott Jr. : Michael
- Xander Berkeley : Priest
- Lynn Andrews : Une infirmière
- Julie Oliver-Touchstone : La mère
- Michael Zagst : Le père
- Tom Nowicki : Charlie
- Ella Ballentine : Une jeune fille